# Vineri 13 (film din 2009)
Vineri 13 (engleză Friday the 13th) este un film slasher american din 2009 regizat de Marcus Nispel după scenariul lui Damian Shannon și Mark Swift. El este relansare a seriei de filme Vineri 13, care a început în 1980, și este al 12-lea element al francizei. Nispel de asemenea a mai regizat și remake-ul din 2003 a filmului din 1974 a lui Tobe Hooper Masacrul din Texas (1974), în timp ce Shannon și Swift au ecranizat crossoverul din 2003 Freddy vs. Jason. 

Vineri 13 prezintă cum Clay Miller (Jared Padalecki) o caută pe sora sa dispărută, Whitney (Amanda Righetti), care în timpul unui camping în pădurea de la Crystal Lake este răpită de Jason Voorhees.

## Distribuție
- Jared Padalecki este Clay Miller
- Danielle Panabaker este Jenna
- Amanda Righetti este Whitney Miller
- Travis Van Winkle este Trent Sutton
- Derek Mears - Jason Voorhees
- Aaron Yoo în rolul lui Chewie
- Julianna Guill în rolul lui Bree
- Arlen Escarpeta în rolul lui Lawrence
- Willa Ford în rolul lui Chelsea
- Ryan Hansen în rolul lui Nolan
- Jonathan Sadowski în rolul lui Wade
- Ben Feldman în rolul lui Richie
- Nick Mennell  în rolul lui Mike
- America Olivo în rolul lui Amanda
- Richard Burgi - șeriful Bracke
- Chris Coppola este Clerk, angajatul stației de serviciu
- Kyle Davis în rolul lui Donnie
- Travis Davis este agentul Lund
- Caleb Guss este Jason Voorhees
- Nana Visitor în rolul lui Pamela Voorhees, mama lui Jason
- Stéphanie Rhodes este Alice Hardy